# Euglossa sovietica
Euglossa sovietica là một loài Hymenoptera trong họ Apidae. Loài này được Nemésio mô tả khoa học năm 2007.